# Wolfgang van der Briele
Ernst Wolfgang van der Briele (* 16. Mai 1894 in Halberstadt; † 3. Oktober 1983) war ein deutscher Germanist und langjähriger Direktor der Stadtbibliothek Wuppertal.

## Leben
Er war der Sohn des promovierten Halberstädter Schuldirektors Konstantin van der Briele und dessen Ehefrau Lucie geborene Sachsenberg. Seine Vorfahren väterlicherseits stammten aus Holland und Flandern. Nach dem Besuch des Gymnasien in Dessau und Clausthal studierte Wolfgang van der Briele an der Universität Leipzig und wechselte dann an die Universität Rostock. Er promovierte zum Dr. phil. 1917 erhielt er den Einberufungsbefehl zur Teilnahme am Ersten Weltkrieg. Nach Kriegsende trat er 1918 in den Schuldienst ein und wurde im darauffolgenden Jahr Assistent an der Universitätsbibliothek in Rostock. 1920 wechselte Wolfgang van der Briele als Hilfsarbeiter an die Stadtbibliothek Dortmund. Schon bald stieg er zum Bibliothekar auf und übernahm 1927 als Direktor die Stadtbibliothek Elberfeld. Ab 1929 war der Direktor der Stadtbibliothek Wuppertal (Barmen-Elberfeld).

## Familie
Wolfgang van der Briele heiratete am 15. Januar 1917 Olga geborene Démory.

## Schriften (Auswahl)
- Christian Rohlfs, der Künstler und sein Werk. Anläßlich der Christian-Rohlfs-Ausstellung in der Kunstgewerbeschule zu Dortmund herausgegeben. Dortmund 1921.
- Westfälische Malerei von den Anfängen bis auf Aldegrever. Fr. Wilh. Ruhfus, Dortmund 1926.
- (Hrsg.): Festschrift für Otto Schell zum 70. Geburtstag 14. März 1928. Mit Unterstützung des Bergischen Geschichtsvereins. Martini & Grüttefien, Elberfeld 1928.
- Der Ausbildungsgang des akademisch vorgebildeten Bibliothekars an kommunalen Büchereien. In: Zentralblatt für Bibliothekswesen 50 (1933), S. 182–187.
- Schöne als Drucke und seltene Ausgaben aus dem Besitz der Stadtbücherei Wuppertal-Elberfeld. Zur 500 Jahrfeier der Buchdruckerkunst 1940. Stadtbücherei, Wuppertal-Elberfeld 1940.
- Faust und Peer Gynt zwischen Himmel und Hölle. Martini & Grüttefien, Wuppertal 1949.
- (Hrsg.): 100 Jahre Wuppertaler Stadtbibliothek. Aus der Chronik der Stadtbüchereien. 1. Auflage. Wuppertal 1952.